# Kophobelemnon macrospinosum
Kophobelemnon macrospinosum is een Pennatulaceasoort uit de familie van de Kophobelemnidae. De wetenschappelijke naam van de soort is voor het eerst geldig gepubliceerd in 1927 door Thomson.